# Hagor
Hagor (hebreu: חָגוֹר‎) és un moixav del districte central d'Israel. Situat entre Roix Ha-àyin i Kfar Saba, està sota la jurisdicció del Consell Regional de Drom ha-Xaron. L'any 2022 tenia una població de 1.146 habitants.

## Descripció
El territori administratiu del municipi arriba als 3000 dúnams (3 quilòmetres quadrats). L'economia local es basa només en petita part en l'agricultura (horts, avicultura). El poble té un centre social, una sinagoga, una botiga, una llar d'infants, una clínica mèdica i una biblioteca.

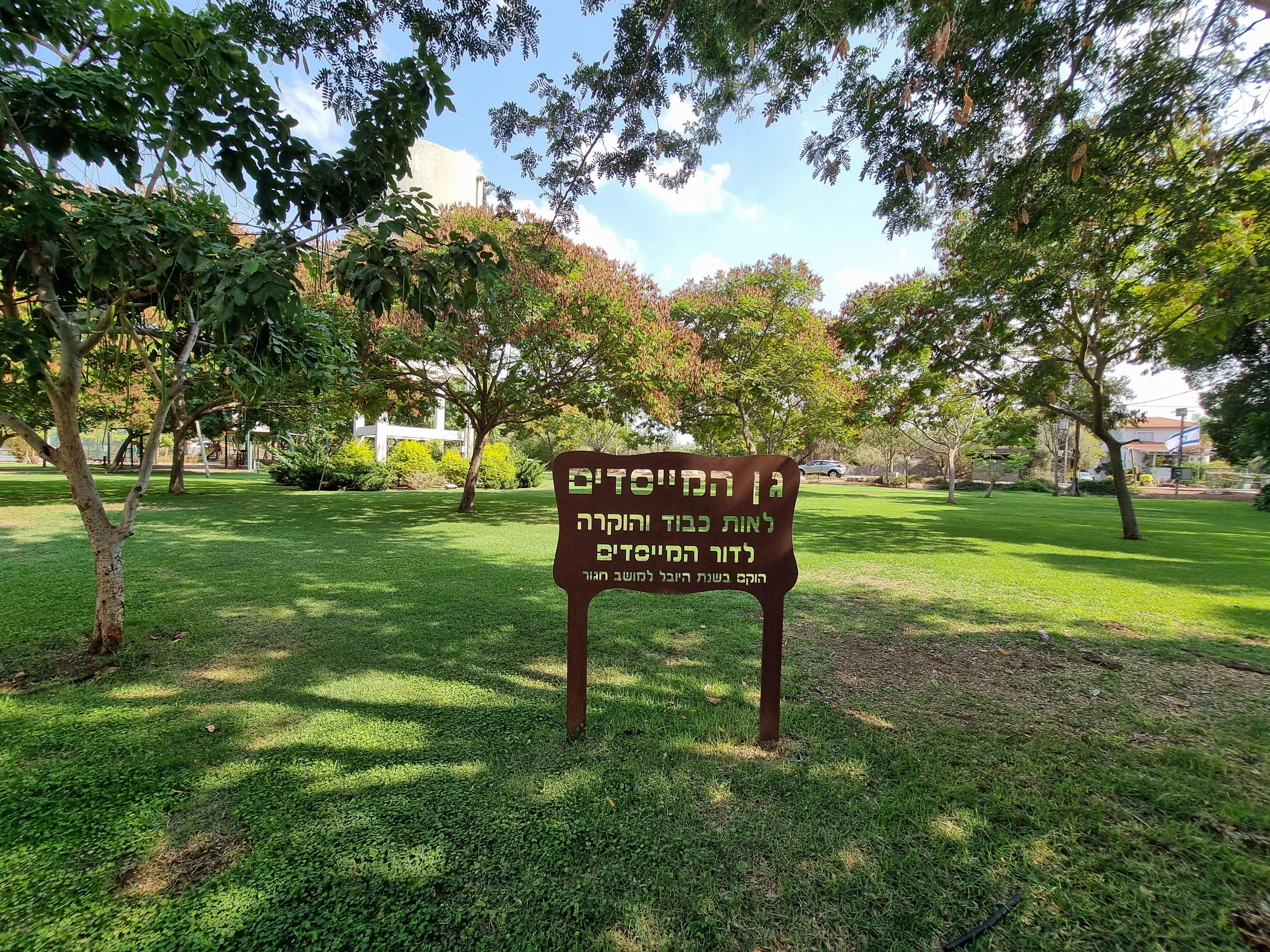
Hagor.

## Història
El moixav Hagor va ser fundat el 1949 per veterans del novè batalló del Palmah. Es va convertir en un assentament agrícola cooperatiu poblat per nous immigrants, majoritàriament de països de l'Orient Mitjà i del nord d'Àfrica. El nom prové d'un vers del Llibre dels Salms, "Cenyeix-te (en hebreu, hagor) l'espasa, valent, vesteix-te d'honor i majestat." (Salms 45:3).
Els nens d'Hagor assisteixen a l'escola primària de Tzofit, un moixav proper, i les escoles de secundària són al moixav Neve Yerek i a Beit Berl.

## Demorafia
Segons dades de 2014, els jueus constituïen la gran majoria de la població a Hagor (incloent-hi la categoria estadística "altres", que inclou residents no àrabs d'origen jueu però sense afiliació formal a la religió jueva).
Es tracta d'un poble tipus poble més petit amb una població en creixement important a llarg termini. El 31 de desembre de 2014 hi vivien 1.097 persones. Durant el 2014, la població va augmentar un 0,2%.

### Desenvolupament de la polació a Hagor
| Any                | 1961 | 1972 | 1983 | 1995 | 2001 | 2003 | 2004 | 2005 | 2006 | 2007 | 2008 | 2009 | 2010 | 2011 | 2012 | 2013 | 2014 |
| ------------------ | ---- | ---- | ---- | ---- | ---- | ---- | ---- | ---- | ---- | ---- | ---- | ---- | ---- | ---- | ---- | ---- | ---- |
| Nombre d'habitants | 334  | 303  | 381  | 400  | 554  | 595  | 615  | 645  | 695  | 731  | 795  | 1001 | 1036 | 1057 | 1068 | 1095 | 1097 |

## Personatges il·lustres
- Gabi Ashkenazi (1954), militar i polític. Ramatcal de 2007 a 2011.